# Легково (Владимирская область)
Легково — деревня в Александровском районе Владимирской области. Входит в Андреевское сельское поселение.

## География
Большая деревня в 10 километрах от Александрова.
Через деревню проходит шоссе Александров — Владимир.
Вблизи деревни протекает река Малый Киржач, узкая, мелкая, очень извилистая, с малолесистыми берегами, засорена корягами, упавшими деревьями.
Ближайшие населённые пункты: деревня Вяльковка, деревня Аксёновка,
деревня Иваново-Соболево и деревня Елькино. Характеризуется равнинным рельефом.

## История

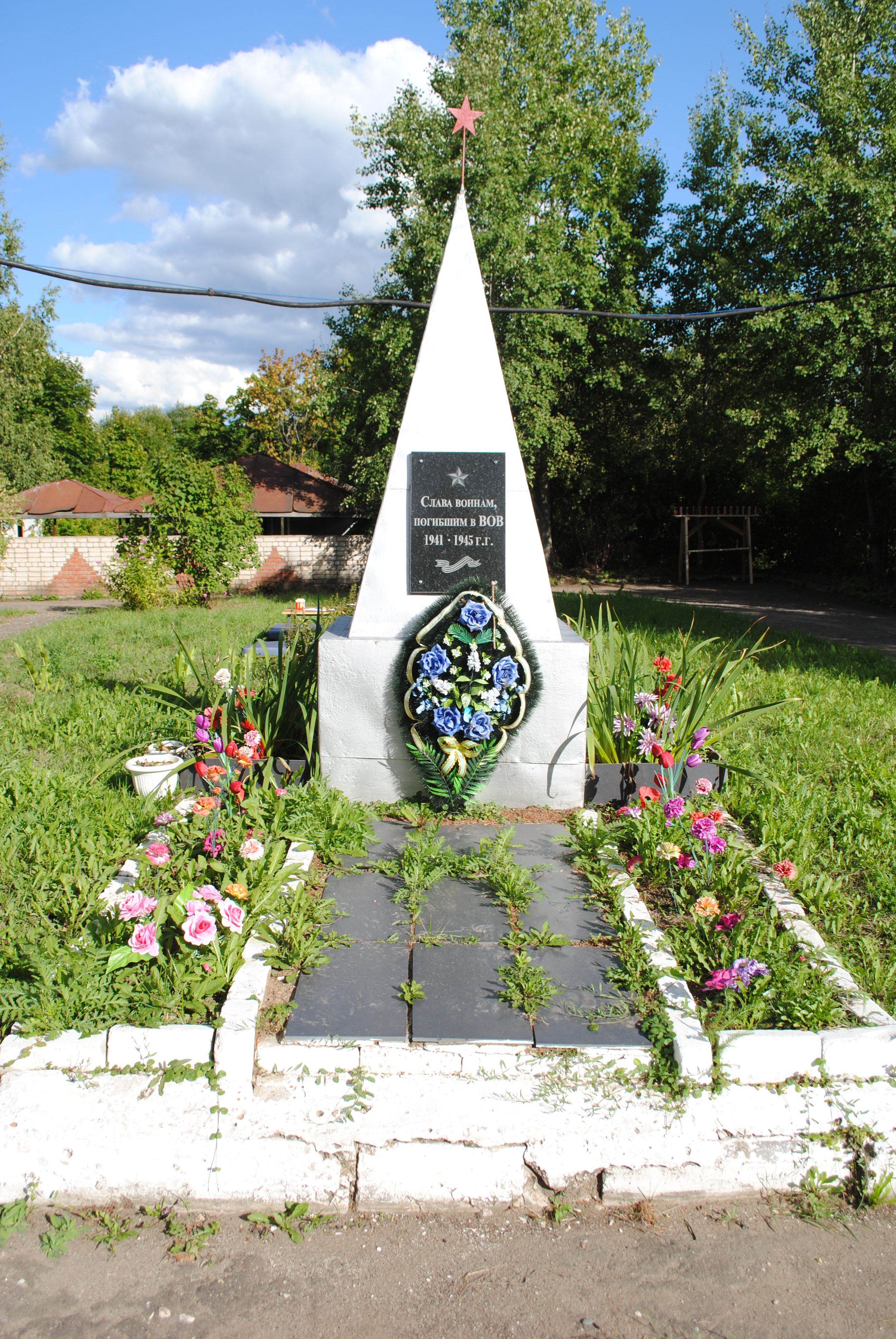
Памятник погибшим воинам в деревне Легково

В конце XIX — начале XX века деревня входила в состав Андреевской волости Александровского уезда, с 1926 года — в составе Александровской волости. В 1859 году в деревне числилось 27 дворов, в 1905 году — 29 дворов, в 1926 году — 37 дворов.
С 1929 года деревня являлась центром Легковского сельсовета Александровского района, с 1940 года — в составе Ивано-Соболевского сельсовета, с 1948 года — в составе пригородной зоны города Александрова, с 1965 года — в составе Александровского района, с 1967 года — в составе Елькинского сельсовета, с 2005 года — в составе Андреевского сельского поселения.

## Население
| 1859 | 1905 | 1926 | 2002 | 2010 | 2021 |
| ---- | ---- | ---- | ---- | ---- | ---- |
| 171  | ↗215 | ↘184 | ↗349 | ↗357 | ↗364 |

## Инфраструктура
В деревне имеются детский сад, фельдшерско-акушерский пункт.